# Gdy rozum śpi
Gdy rozum śpi – drugi singel z albumu Kasi Nosowskiej pt. Milena.

## Lista utworów
1. "Gdy rozum śpi" – 2:48